# Victor Raskin
Victor Raskin (Irbit, 17 de abril de 1944) é um linguista, professor na Universidade Purdue e Ph.D. em linguística estrutural, matemática e computacional pela Universidade Estatal de Moscou. É conhecido por sua pesquisa sobre a linguística do humor, especialmente a Teoria de Script Semântico do Humor (Semantic-based Script Theory of Humor - SSTH), posteriormente desenvolvida, com Salvatore Attardo, na Teoria Geral do Humor Verbal. É editor fundador do periódico HUMOR: International Journal of Humor Research e foi o primeiro presidente eleito da Sociedade Internacional de Estudos do Humor.